# 下良好純
下良 好純（しもら よしつみ、1993年11月12日 - ）は、ジャパンラグビーリーグワンルリーロ福岡に所属するラグビーユニオン選手。

## プロフィール
- 兵庫県出身[1]。
- ポジションはウィング(WTB)、センター(CTB)。
- 身長 176cm、体重 90kg
- 関西学生代表に選ばれたことがある[2]。

## 略歴
東海大仰星高校卒業後、京都産業大学を経て、2017年、コカ・コーラレッドスパークスに加入。
2018年9月22日に行われたジャパンラグビートップリーグ第4節の東芝ブレイブルーパス戦にて先発出場で公式戦初出場を果たす。
2022年、ルリーロ福岡選手スコッドに選ばれた。